# Brusova grapa
Brusova grapa je hudournik in desni pritok reke Zale, ki je desni pritok reke Idrijce. Pretok vode je stalen, potok pa je širok od 1 do 2 m. Teče po pogozdenem območju, skozi grapo pa vodi kolovozna pot, ki se odcepi desno od ceste Godovič–Idrija. V potok se v spodnjem delu grape izliva še več neimenovanih potokov. Grapa se izteče v kanjon reke Zale. Brusova grapa nima gospodarskega pomena.
Brusova grapa od svojega izvira teče sprva po srednjetriasnih močvirskih in rečnih kamninah, nato preči karbonske deltne klastične kamnine, teče po meji med cordevolskimi plitvomorskimi in srednjepermskimi rečnimi klastičnimi kamninami. Od tod teče dalje po skitijskih plitvomorskih delno karbonatnih kamninah, izliv pa poteka na klastičnih vulkanskih kamninah ladinijske starosti. Izliv Brusove grape poteka ob lokalno pomembnem Zalinemu prelomu. Ob izteku Brusove grape je pri cesti Godovič–Spodnja Idrija nekdanji površinski kop srednjetriasnega dolomita. Odkopanih je bilo približno 800 m3 materiala za nasipavanje in utrjevanje ceste.
V grapi se nahajata dve grobišči iz obodbja po drugi svetovni vojni, ki vsebujeta posmrtne ostanke skupno med 4 in 10 slovenskih civilistov, ubitih junija 1945. V množičnem grobišču Brusova grapa 1 naj bi bil zakopan Jože Lazar, grobišče Brusova grapa 2 pa vsebuje neznano število trupel.